# Toxandria
Toxandria es el nombre clásico para una región entre los ríos Mosa y Escalda en los Países Bajos y Bélgica. El nombre también se escribe Taxandria. Los francos salios que se asentaron en la región en el siglo IV pasaron a ser conocidos como toxandrianos. Estas tribus dieron lugar a la dinastía merovingia que pasó a dominar lo que ahora es Francia.
En esos tiempos antiguos, las diversas tribus bárbaras, a las que se da el amplio nombre de tribus germánicas (en latín Germanicus) por los romanos, originarios de Escandinavia y que en el siglo I a. C. se habían dispersado por vastas regiones de lo que hoy es Europa central y occidental.
Debido a sus continuas razias, estas tribus se subdividieron en clanes separados y se trasladaron a otras regiones. A mediados del siglo III, dos pueblos de la confederación tribal conocida como los francos, los salios y los ripuarios, comenzaron a penetrar en la frontera romana alrededor de Maguncia pero pronto fueron expulsados por el emperador Probo. A pesar de la temporal derrota, los movimientos contra los cada vez más debilitados señores romanos llevaron a que el emperador Juliano comprase la paz en 358 entregando Toxandria a los salios quienes se convirtieron en aliados romanos y proporcionaron tropas para el ejército imperial. Este entendimiento dio forma al idioma y la ley salía, y como resultado de ello es la ley salía escrita en el siglo VI en latín. Los ripuarios se establecieron en una franja de terreno entre el Rin y el Mosa y, como todas las tribus nómadas, nunca formó ninguna alianza permanente con los salios en Toxandria.
En los años posteriores, los toxandrianos no siguieron vagando colectivamente de un lugar a otro como otras tribus germánicas, pero en lugar de ello empezaron a expandir su territorio hacia más allá. Los romanos pronto fueron atacados con la emergencia del primer líder fuerte, Meroveo, de quien la dinastía merovingia tomó su nombre. Destacadamente, su hijo, Childerico I llegó a más acuerdos que expandieron su territorio al tiempo que ayudaba a los romanos a expulsar a varios invasores de alrededor de Orléans y Angers. En años posteriores, el hijo de Childerico, Clodoveo I surgió como la fuerza dominante quien añadiría, gracias a su poder militar, partes de lo que hoy es Alemania a su reino y formaría lo que pasará a ser la actual Francia.